# Pielenhofen
Pielenhofen is een gemeente in de Duitse deelstaat Beieren, en maakt deel uit van het Landkreis Regensburg.
Pielenhofen telt 1.612 inwoners.

Pielenhofen is bekend van het Klooster Pielenhofen. Daar was van 1981 tot 2013 de basisschool met internaat van de Regensburger Domspatzen gevestigd.

## Geografie
Pielenhofen ligt in de Regio Regensburg in het dal van de Naab, omgeven door steile Jura-rotsen.
Het dorp kent de volgende buurten: Pielenhofen en Pielenhofer Wald. Andere buurtschappen zijn Aignhof, Berghof, Freiung, Dettenhofen, Distelhausen, Reinhardsleiten, Reinhardshofen, Rohrdorf, Winterort en Zieglhof.

## Geschiedenis
Pielenhofen behoorde tot de Abdij Kaisheim. Het dorp was een deel van het Keurvorstendom Beieren, maar vormde een gesloten Hofmark van de Abdij Kaisheim. Het klooster werd in 1803 geseculariseerd en in 1838 gekocht door de Salesiaanse Zusters, die er een instituut oprichtten voor welgestelde meisjes.

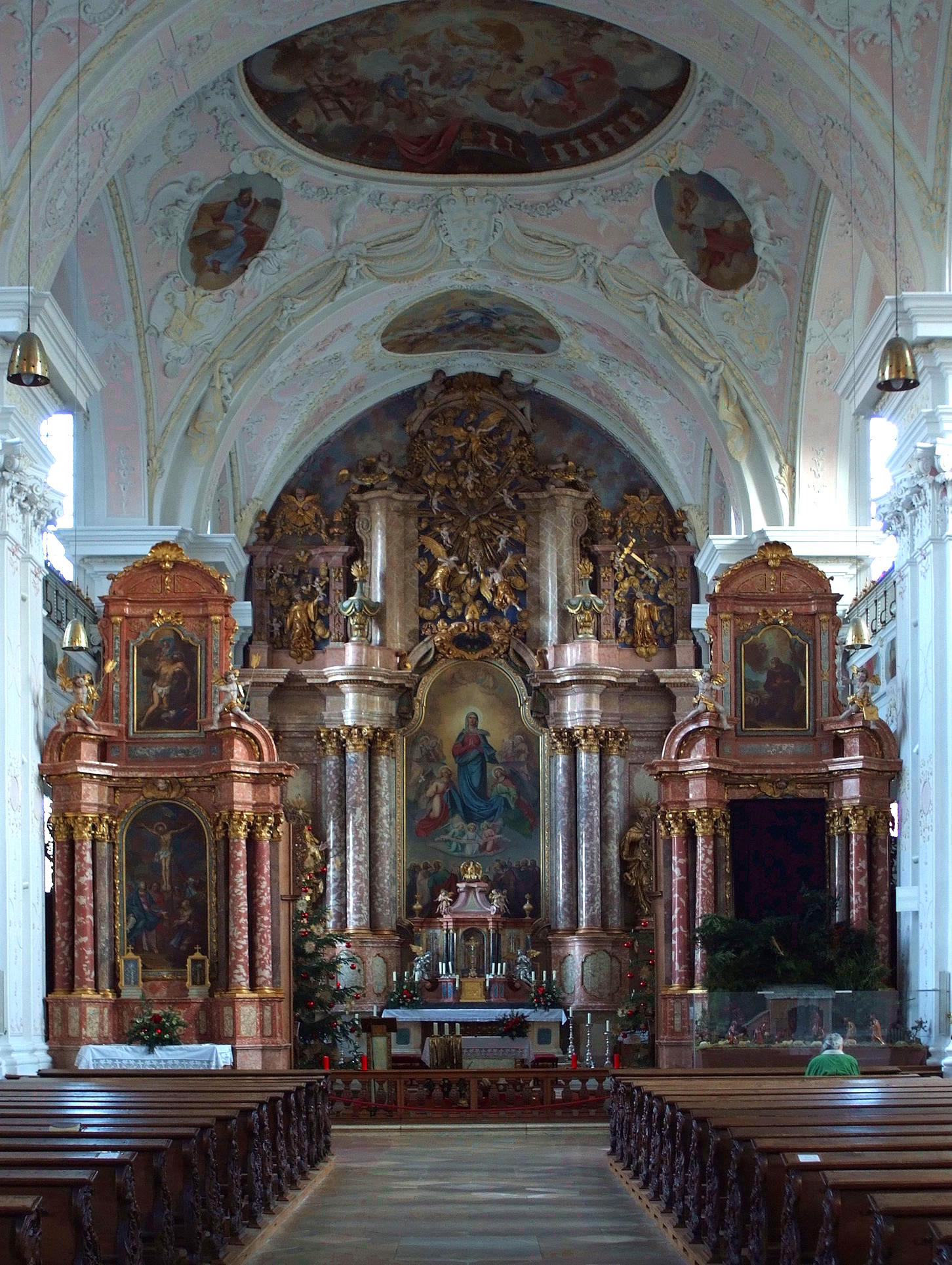
kloosterkerk Pielenhofen - interieur

Alteglofsheim ·
Altenthann ·
Aufhausen ·
Bach a.d.Donau ·
Barbing ·
Beratzhausen ·
Bernhardswald ·
Brennberg ·
Brunn ·
Deuerling ·
Donaustauf ·
Duggendorf ·
Hagelstadt ·
Hemau ·
Holzheim a.Forst ·
Kallmünz ·
Köfering ·
Laaber ·
Lappersdorf ·
Mintraching ·
Mötzing ·
Neutraubling ·
Nittendorf ·
Obertraubling ·
Pentling ·
Pettendorf ·
Pfakofen ·
Pfatter ·
Pielenhofen ·
Regenstauf ·
Riekofen ·
Schierling ·
Sinzing ·
Sünching ·
Tegernheim ·
Thalmassing ·
Wenzenbach ·
Wiesent ·
Wörth a.d.Donau ·
Wolfsegg ·
Zeitlarn